# Hjalmar Jungner
Hugo Hjalmar Jungner, född 17 augusti 1875 i Kristianstad, död 20 juni 1959 i Stockholm, var en svensk tandläkare.
Hjalmar Jungner var son till lantbrukaren Axel Vilhelm Johnsson och Hedda von Friedrichs. Efter mogenhetsexamen i Kristianstad 1893 studerade Jungner vid Lunds universitet 1893–1895 och avlade tandläkarexamen 1899. Jungner var praktiserande tandläkare i Ystad 1899–1900 och därjämte assisterande lärare i munkirurgi vid Tandläkarinstitutet 1901–1902. Han företog studieresor till Storbritannien, Tyskland, Schweiz och USA. På Jungners förslag bildades 1906 det kooperativa företaget Svenska tandläkares inköpsföreningen, i vilken han från 1906 var ordförande. 1910 lämnade han praktiken för att helt ägna sig åt inköpsföreningen och dess försäljningsdepot, Dental AB i Stockholm, där han var VD 1910–1943. Under Jungners ledning utvecklades bolaget kraftigt, och dess försäljningsorganisation var bland de i sitt slag i Europa. Bland Jungners förtroendeuppdrag märks som styrelseledamot i Svenska tandläkaresällskapet 1903–1910 och i Sveriges tandläkareförbund 1921–1928. Han publicerade några odontologiska uppsatser och redigerade Porträttkatalog över svenska tandläkare (1923).
Jungners hustru, Emelie Noemi Jungner, född Marcus, var även hon tandläkare. Makarna Jungner är gravsatta vid Norra krematoriet på Norra begravningsplatsen utanför Stockholm.